# Sheykh Ḩoẕūr
Sheykh Ḩoẕūr (persiska: شِيخ ءُزور, Sheykh ’ozūr, شیخ حضور) är en ort i Iran.   Den ligger i provinsen Hormozgan, i den södra delen av landet, 1 000 km söder om huvudstaden Teheran. Sheykh Ḩoẕūr ligger 429 meter över havet och antalet invånare är 440.
Terrängen runt Sheykh Ḩoẕūr är varierad.Runt Sheykh Ḩoẕūr är det glesbefolkat, med 11 invånare per kvadratkilometer. Närmaste större samhälle är Merd-e Now, 2,7 km öster om Sheykh Ḩoẕūr. Trakten runt Sheykh Ḩoẕūr är ofruktbar med lite eller ingen växtlighet.